# Michael O'Connor (vescovo)
Michael O'Connor (Cobh, 27 settembre 1810 – Woodstock, 18 ottobre 1872) è stato un vescovo cattolico, missionario e gesuita irlandese naturalizzato statunitense.

## Biografia
Fratello maggiore di James O'Connor, che diventò vescovo di Omaha nel 1876, frequentò gli studi in Francia e in seguito alla Pontificia università urbaniana a Roma dove conseguì la laurea in teologia. Venne successivamente ordinato sacerdote a Roma il 1º giugno 1833 dall'allora arcivescovo Costantino Patrizi Naro (divenuto in seguito cardinale). In seguito fece ritorno nella sua terra natale, ma vi rimase poco perché decise di trasferirsi negli Stati Uniti nel 1839. 

### Ministero episcopale
L'11 agosto 1843 fu nominato primo vescovo di Pittsburgh da papa Gregorio XVI. Chiese al papa di revocare la sua nomina e di permettergli invece di entrare nei gesuiti; tuttavia il papa rifiutò tale richiesta. Fu consacrato vescovo a Roma il 15 agosto 1843 dalle mani del cardinale Giacomo Filippo Fransoni, co-consacranti l'arcivescovo titolare di Tarso Fabio Maria Asquini (divenuto in seguito cardinale) e il vescovo titolare di Porfireone Giuseppe Maria Castellani, O.S.A., presso la chiesa di Sant'Agata dei Goti. 
Nel 1844 celebrò il sinodo diocesano per organizzare la nuova diocesi. 
Il 29 luglio 1853 fu nominato primo vescovo di Erie da papa Pio IX, che nominò contestualmente Joshua Maria Young suo successore a Pittsburgh, ma la riluttanza di Young ad accettare la sua nuova carica e la petizione dei cattolici di Pittsburgh convinsero la Santa Sede ad annullare tale nomina. 
Cinque mesi dopo Young accettò la nomina ad Erie e O'Connor fu riconfermato a Pittsburgh il 20 dicembre 1853 e vi rimase fino al 23 maggio 1860, quando decise di dimettersi dalla carica per motivi di salute.
Il 22 dicembre dello stesso anno fu ammesso al noviziato dei gesuiti a Gorheim, divenuta ora Sigmaringen. 
Il 23 dicembre 1862, terminato il noviziato, con una speciale dispensa del preposito generale dei gesuiti, Pierre-Jean Beckx, che derogava i classici 15 anni di piena formazione, fu autorizzato a emettere la sua professione solenne a Boston, città assegnatagli. 
Fu nominato socius (consigliere) del superiore provinciale dei gesuiti negli Stati Uniti, posizione in cui rimase fino alla sua morte.
Si interessò particolarmente al benessere spirituale degli afroamericani e tenne conferenze in molte parti degli Stati Uniti e del Canada.
A causa della sua salute cagionevole nel 1872 fu mandato a riposare all'ex Woodstock College nel Maryland. 
Morì il 18 ottobre 1872 all'età di 62 anni e fu sepolto nel cimitero dei gesuiti di Woodstock.

## Genealogia episcopale
La genealogia episcopale è:
- Cardinale Scipione Rebiba
- Cardinale Giulio Antonio Santori
- Cardinale Girolamo Bernerio, O.P.
- Arcivescovo Galeazzo Sanvitale
- Cardinale Ludovico Ludovisi
- Cardinale Luigi Caetani
- Cardinale Ulderico Carpegna
- Cardinale Paluzzo Paluzzi Altieri degli Albertoni
- Papa Benedetto XIII
- Papa Benedetto XIV
- Papa Clemente XIII
- Cardinale Bernardino Giraud
- Cardinale Alessandro Mattei
- Cardinale Pietro Francesco Galleffi
- Cardinale Giacomo Filippo Fransoni
- Vescovo Michael O'Connor, S.I.